# Dee Bradley Baker
Pour les articles homonymes, voir Baker.
Dee Bradley Baker est un acteur américain né le 31 août 1962 dans l'Indiana (États-Unis).

## Biographie

### Carrière
Depuis 2005, Dee Bradley Baker fait partie de la distribution principale de la sitcom animée American Dad! de Seth MacFarlane, Mike Barker et Matt Weitzman (en). Il y tient le rôle de Klaus Heissler, un sauteur à ski allemand qui a échangé son corps avec un poisson rouge.
Capable de donner voix à divers animaux et créatures, il fait la vocalisation d'Appa et de Momo entre 2005 et 2008 dans la série d'animation Avatar, le dernier maître de l'air. Dans la même veine, il prend part entre 2012 et 2014 au dérivé La Légende de Korra, dans lequel il interprète Naga, Pabu et Oogi, mais également le conseiller Tarrlok.
De 2007 à 2015, sa vocalisation sert pour Perry l'ornithorynque dans la série d'animation Phinéas et Ferb.
En 2008, Dee Bradley Baker participe au film d'animation Star Wars: The Clone Wars, ainsi qu'à la série d'animation qui en découle, celle-ci se concluant une première fois en 2014 au terme de sa sixième saison,,. Ainsi, l'acteur prête sa voix à l'intégralité des soldats clones, dont notamment au capitaine Rex et au commandant Cody,,.
Introduit en 2014 dans la première saison de la série Star Wars Rebels, dans laquelle il tient les rôles de l'amiral Konstantine et d'Ephraim Bridger, Baker reprend dans la saison suivante, et ce jusqu'en 2018 et la conclusion de la série, les clones ayant survécu à l'Ordre 66, à savoir le capitaine Rex, le commandant Wolffe et Gregor,. 
L'acteur revient en 2020 pour les besoins de la septième saison de la série The Clone Wars, qui le voit également prêter sa voix aux quatre membres bien distincts de l'escouade Bad Batch, ainsi qu'à d'autres clones comme Rex et Echo, ce dernier rejoignant l'équipe en cours de route,. Les épisodes centrés sur ces personnages ont pour but de mettre en place une série lancée en mai 2021, avec Dee Bradley Baker mais également Michelle Ang dans les rôles principaux,. En avril 2023, il est annoncé que la troisième saison, non diffusée à l'époque, serait la dernière.
En 2022, il reprend le rôle du capitaine Rex dans la série Tales of the Jedi.
En 2023, il est annoncé au casting vocal du jeu vidéo Star Wars Outlaws où in interprète Nix, le fidèle compagnon de Kay Vess.

## Filmographie

### Au cinéma
- 1992 : Porco Rosso (Kurenai no buta) de Hayao Miyazaki : voix additionnelles
- 1995 : Repentance : Matthew
- 1995 : No Smoking! : Dad
- 1996 : Space Jam (Space Jam) : Daffy Duck / le diable de Tasmanie / Bull (voix)
- 1997 : Die Story von Monty Spinnerratz : Monty Mad-Rat Jr (voix)
- 1998 : The Jungle Book: Mowgli's Story (vidéo) : Bee, Elephant, Baboon (voix)
- 1998 : Zoomates : Zookeeper, Vendor, Guy #2 (voix)
- 1998 : The Wacky Adventures of Ronald McDonald: Scared Silly (vidéo) : Sundae (voix)
- 1999 : My Brother the Pig : Pig George (voix)
- 1999 : Alvin and the Chipmunks Meet Frankenstein (vidéo) : Bus Driver (voix)
- 2000 : Tom Sawyer (vidéo) : Rebel
- 2000 : La Petite Sirène 2 : Retour à l'océan (vidéo) : Cloak et Dagger
- 2001 : La Trompette magique (The Trumpet of the Swan) de Richard Rich : Louie (voix)
- 2001 : Jimmy Neutron, un garçon génial (Jimmy Neutron: Boy Genius) : Norad Officer (voix)
- 2002 : Dan Danger : Dan Danger (voix)
- 2003 : George de la jungle 2 (vidéo) : Water Buffalo & Little Monkey (voix)
- 2003 : Stitch! The Movie (vidéo) : David Kawena (voix)
- 2004 : Scooby-Doo 2 : Les monstres se déchaînent (Scooby Doo 2: Monsters Unleashed) : 10,000 Volt Ghost / Zombie / Red Eye Skeleton (voix)
- 2004 : Bob l'éponge, le film : Man Cop / Phil / Perch Perkins / Waiter / Attendant #1 / Thug #1 / Coughing Fish / Twin #1 / Frog Fish Monster / Freed Fish / Sandals (voix)
- 2005 : The Toy Warrior (voix)
- 2005 : Thru the Moebius Strip : Talking Head (voix)
- 2005 : Inside Walt's Story Meetings (vidéo) : Perce Pearce (voix)
- 2005 : Aloha, Scooby-Doo (vidéo) : Tiny Tiki / Surfer on Bike / California Surfer Dude / Local Guy #1 / Wild Pig / Gecko / Flame Thrower (voix)
- 2008 : Star Wars: The Clone Wars : Soldats Clones / Rex / Cody
- 2010 : La forêt contre-attaque (Furry Vengeance) de Roger Kumble : voix des animaux
- 2010 : Scooby-Doo : Abracadabra (vidéo) : Sherman (voix)
- 2011 : Milo sur Mars (Mars Needs Moms) de Simon Wells : Two-Cat (voix)
- 2014 : Le Fils de Batman : Man-Bat (voix)
- 2014 : Scooby-Doo : Aventures en Transylvanie (Scooby-Doo! Frankencreepy) de Paul McEvoy : Bergermeister/ C.L. Magnus (voix)
- 2016 : La Princesse des glaces (voix)
- 2021 : Shang-Chi et la Légende des Dix Anneaux (Shang-Chi and the Legend of the Ten Rings) de Destin Daniel Cretton : Morris (voix)
- 2021 : The Witcher : Le Cauchemar du loup de Kwang Il Han : Créatures (voix)
- 2023 : Le Roi singe : Sun Wukong bébé (voix)

### À la télévision
- 1997-1999 : The Journey of Allen Strange : Phil Berg (3 épisodes)
- 1999-2003 : Shop 'Til You Drop : Co-Host

#### Animation
- 1993 : La Malédiction du temple maya : Olmec
- 1996 : Le Livre de la jungle, souvenirs d'enfance (Jungle Cubs) : Bagheera (II)
- 1998 : Les Supers Nanas (The Powerpuff Girls) : voix additionnelles
- 1999 : Mike, Lu & Og : Og
- 1999 : Uncle Gus in: For the Love of Monkeys : Beeyolus
- 1999-En cours : Bob l'éponge : voix additionnelles
- 2000 : The Kids Next Door : Numbah 4
- 2000 : Poochini's Yard  : Billy White, Bunk, Knucklehead, Snubnose
- 2001 : My Freaky Family : Max
- 2001 : What's with Andy? : Dad (2001-2002)
- 2002 : Whatever Happened to Robot Jones?  : Mr. Uerkaut / Referee / Narrator / Bush / Lincoln / Big Kid #
- 2002 : Nom de code : Kids Next Door (Codename: Kids Next Door) : Wallabee Beatles (Numbuh 4) / Delightful Children from down the Lane
- 2003 : Stuart Little : [Qui ?]
- 2003 : Stripperella : [Qui ?]
- 2003 : Free for All : Angus
- 2003 : Nickelodeon Presents the Fairly OddParents in: Abra Catastrophe! : Sanjay / Binky / Bippy / Fairy Private / Kid #2
- 2003 : Lilo et Stitch, la série : David Kawena / voix additionnelles
- 2004 : Nickelodeon Presents the Fairly OddParents in School's Out! The Musical : Sanjay / Sanjay's Dad / Binky
- 2004 : The Jimmy Timmy Power Hour : Sanjay / Elmer / Fairy Agent #1
- 2004 : Nickelodeon Presents the Fairly OddParents in: Channel Chasers : Big Kid / voix additionnelles
- 2004 : Les Héros d'Higglyville : Pizza Guy / Uncle Zooter
- 2005 : W.I.T.C.H. : Cedric
- 2005 : Le Monde de Maggie  : Various
- 2005 : Camp Lazlo : Mr. Thomas / Sir Frederick Richards
- 2005-2008 : Avatar, le dernier maître de l'air : Appa et Momo (61 épisodes)
- 2005-Présent : American Dad! : Klaus Heissler (349 épisodes - en cours)
- 2006 : The Jimmy Timmy Power Hour 2: When Nerds Collide : voix additionnelles
- 2006 : Hellboy : Le Sabre des tempêtes (Hellboy: Sword of Storms) (TV) : Kappa
- 2007 : Phinéas et Ferb : Perry l'ornytorinque (124)
- 2008-2014 et 2020 : Star Wars: The Clone Wars: les soldats clones, le capitaine Rex, le commandant Cody et Bossk (106 épisodes)
- 2010 : La Ligue des justiciers : Nouvelle Génération (Young Justice) : Loup, Desaad, Monsieur Mallah, Teekl, Chameleon Boy, Dévoreur, Tomar-Re, Monsieur le fauve, Ultra-Humanite (1re voix), Séraphin, Félix Faust, un garçon, Jeremiah, Kalibak, K’arr M’angg, Jimmy Olsen, Mark Desmond (2e voix) et Tomar-Tu
- 2011 : Phinéas et Ferb, le film (Phineas and Ferb, the Movie: Across the 2nd Dimension) : Perry l'ornithorinque
- 2012-2014 : La Légende de Korra : Pabu, Naga, le conseiller Tarrlok et voix additionnelles (50 épisodes)
- 2012-2015 : Souvenirs de Gravity Falls : Waddles (14 épisodes)
- 2013 : Phinéas et Ferb : Mission Marvel (Phineas and Ferb, 2: Mission Marvel) : Perry l'ornithorinque
- 2013-2016 : Steven Universe : Lion et voix additionnelles (19 épisodes)
- 2014-2016 : Shérif Callie au Far West : Sparkly (7 épisodes)
- 2014-2016 : Les 7N : Simplet (44 épisodes)
- 2014-2018 : Star Wars Rebels : l'amiral Konstantine, Ephraim Bridger, le capitaine Rex, le commandant Wolffe et Gregor (37 épisodes)
- 2015 : Le Show de M. Peabody et Sherman (The Mr. Peabody & Sherman Show) : Mozart
- 2016 : La Malédiction du temple maya (Legends of the Hidden Temple) (téléfilm) : Olmec
- 2018 : La Légende des Trois Caballeros : Ari the Aracuan Bird
- 2020 : Kipo et l'âge des animonstres : Mandu
- 2021-2024 : Star Wars: The Bad Batch : le Bad Batch, capitaine Rex, soldats clones
- depuis 2021 : Star Trek: Prodigy : Murf (21 épisodes - en cours)
- depuis 2021 : Spidey et ses amis extraordinaires : TRACE-E / TWIRL-E / CAL (30 épisodes - en cours)
- 2022 : Tales of the Jedi : le capitaine Rex et des soldats clones (2 épisodes)

## Jeux vidéo
- 2000 : Spider-Man : Carnage
- 2004 : Halo 2 : le fossoyeur
- 2007 : Halo 3 : le fossoyeur
- 2008 : No More Heroes : Helter Skelter et Letz Shake
- 2009 : Left 4 Dead 2 : Infectés
- 2010 : Dante's Inferno : Death / Tameable Rider
- 2011 : Portal 2 : P-Body et Atlas
- 2011 : Batman: Arkham City : Ra's al Ghul
- 2014 : Dota 2 : Squee, Spleen, and Spoon, the Techies
- 2015 : Batman: Arkham Knight : Ras al Ghul
- 2015 : Minecraft: Story Mode : Reuben
- 2018 : Overwatch : Bouldozer (Bruits de Hammond)
- 2024 : Star Wars Outlaws : Nix